# Groene kinderen van Woolpit

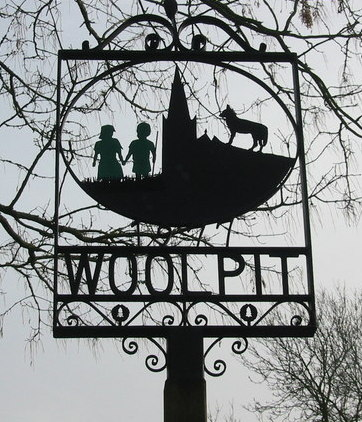
Plaatsnaambord van Woolpit

De legende van de groene kinderen van Woolpit gaat over twee kinderen met een ongewone huidskleur die naar verluidt ergens in de 12de eeuw, wellicht ten tijde van koning Stefanus, opdoken in het dorpje Woolpit in het Engelse graafschap Suffolk. De kinderen waren broer en zus en hadden behalve hun groen getinte huid een normaal uiterlijk. Ze spraken een onbekende taal en wilden alleen rauwe tuinbonen eten. Uiteindelijk leerden ze ook ander voedsel eten en raakten ze hun groene kleur kwijt. Het jongetje werd echter ziek en stierf kort nadat hij en zijn zusje waren gedoopt. Het meisje paste zich aan haar nieuwe leven aan, maar men vond haar ‘nogal lichtzinnig en losbandig in haar gedrag’. Nadat het meisje Engels had leren spreken, vertelde ze dat zij en haar broertje uit Saint Martin’s Land kwamen, een ondergrondse wereld die bewoond werd door groene mensen.
De enige verslagen die in ongeveer dezelfde tijd zijn opgetekend, zijn te vinden in Historia rerum Anglicarum van Willem van Newburgh uit 1189 en Chronicum Anglicanum van Radulph van Coggeshall uit 1220. Tussen die tijd en het moment dat ze herontdekt werden halverwege de 19de eeuw worden de groene kinderen alleen terloops genoemd in William Camdens Britannia uit 1586 en het vroeg-17de-eeuwse fantasierijke The Man in the Moone van bisschop Francis Godwin. In beide werken wordt het verhaal van Willem van Newburgh geciteerd.
Van alle theorieën om de legende van de groene kinderen te verklaren, zijn er twee het meest gangbaar:
- Het zou of gaan om een volksverhaal over een denkbeeldige ontmoeting met inwoners van een andere, misschien ondergrondse of zelfs buitenaardse, wereld.
- Het betreft een door de overlevering vervormd verslag van een ware gebeurtenis.

Het verhaal werd door de Engelse anarchistische dichter en literatuurcriticus Herbert Read in zijn werk English Prose Style uit 1931 geprezen als een ideale fantasie en het vormde de inspiratie voor zijn enige, in 1934 geschreven, roman The Green Child.

## Het verhaal
Op een dag in het oogstseizoen (volgens Willem van Newburgh tussen 1135-1154 tijdens het bewind van koning Stephanus) ontdekten de bewoners van Woolpit twee kinderen, een broer en een zus, naast een van de wolfskuilen (in het Engels: ‘wolf pit’) waar het dorp zijn naam aan ontleende. Hun huid was groen, ze spraken een onbekende taal en droegen vreemde kleren. Radulph vermeldt dat de kinderen naar het huis van Richard de Calne werden gebracht. Zowel Radulph als Willem schrijven dat de twee een paar dagen lang niets wilden eten, totdat ze een paar rauwe tuinbonen voorgeschoteld kregen, die ze verslonden. De kinderen raakten geleidelijk aan gewend aan normaal eten en verloren uiteindelijk hun groene kleur. De jongen, die de jongste van de twee leek te zijn, was ziekelijk en overleed kort nadat hij en zijn zusje waren gedoopt.
Nadat de kinderen of, volgens Radulph, alleen het meisje Engels hadden geleerd, vertelden ze dat ze uit een land kwamen waar de zon nooit scheen en het altijd schemerig was. Willem schrijft dat de kinderen hun woonplaats St Martin’s Land noemden en Radulph vermeldt ook dat alles er groen was. Volgens Willem wisten de kinderen niet hoe ze in Woolpit terecht waren gekomen; ze waren hun vaders vee aan het hoeden toen ze een hard geluid hoorden (volgens Willem de kerkklokken van Bury St Edmunds) en ineens stonden ze bij de wolfskuil waar ze waren gevonden. Radulph schrijft dat ze waren verdwaald toen ze met het vee in een grot waren beland en dat ze het geluid van de kerkklokken hadden gevolgd en zo uiteindelijk in onze wereld waren opgedoken.
Volgens Radulph werkte het meisje nog jarenlang als bediende in het huishouden van Richard de Calne, waar men haar ‘erg losbandig en vrijpostig’ vond. Willem schrijft dat ze uiteindelijk trouwde met een man uit het havenstadje King’s Lynn, op ongeveer 65 kilometer van Woolpit, en dat ze daar kort voordat hij het verhaal opschreef nog steeds woonde. Op basis van zijn onderzoek naar de familiegeschiedenis van Richard de Calne heeft astronoom en schrijver Duncan Lunan vastgesteld dat het meisje de naam ‘Agnes’ had gekregen en dat ze trouwde met Richard Barre, een beambte in dienst van koning Hendrik II.

## Verklaringen
Radulph van Coggeshall en Willem van Newburgh gaven geen van beiden een verklaring voor wat Willem de ‘vreemde en wonderbaarlijke’ gebeurtenis noemde en sommige hedendaagse historici laten dezelfde terughoudendheid zien. Zo zegt Nancy Partner, schrijfster van een academisch werk over geschiedschrijving in de 12de eeuw, het volgende:
‘Ik vind dat het proces van het zich druk maken om de suggestieve details van deze heerlijk zinloze mirakels om zo een natuurlijke of psychologische verklaring te vinden van wat er “echt” is gebeurd, als er al wat is gebeurd, niets bijdraagt aan het onderzoek naar Willem van Newburgh en ook niet, trouwens, aan het onderzoek naar de middeleeuwen.’
Naar dat soort verklaringen wordt echter nog steeds gezocht en van alle theorieën om de legende van de groene kinderen te verklaren, zijn er twee het meest gangbaar. De eerste is dat het verhaal voortkomt uit folklore, uit een mondelinge overlevering waarin een denkbeeldige ontmoeting met de inwoners van een ‘bovennatuurlijke sprookjeswereld’ wordt beschreven. In een aantal, zowel oude als moderne, lezingen is deze bovennatuurlijke wereld buitenaards en zijn de groene kinderen buitenaardse wezens. Volgens de tweede theorie gaat het om een in de loop der tijd vervormd verhaal over iets wat echt gebeurd is. Er kan echter niet met zekerheid gezegd worden of het opgetekende verhaal het oorspronkelijke verslag van de kinderen zelf is of een ‘volwassenen creatie’. Charles Oman bestudeerde verhalen over kinderen en bedienden die op de vlucht zijn voor hun meesters en kwam tot de conclusie dat ‘er duidelijk iets mysterieus is aan dit alles, iets dat te maken heeft met drogering en ontvoering’. Literair criticus Jeffrey Jerome Cohen komt met een andere historische uitleg en is van mening dat het verhaal indirect een beeld geeft van de verschillen tussen de Engelsen uit die tijd en de inheemse Keltische bevolking.

### Folklore
20e-eeuwse volkskundigen zoals Charles Oman merkten op dat één element van het verhaal van de kinderen, het betreden van een andere werkelijkheid via een grot, vrij populair lijkt te zijn geweest. De middeleeuwse geschiedschrijver Gerald van Wales vertelt een vergelijkbaar verhaal over een jongen die, nadat hij aan zijn meester was ontsnapt, ‘twee kleine mannetjes tegenkwam die hem via een ondergrondse doorgang voorgingen naar een prachtig land met velden en rivieren, maar dat niet in het volle licht van de zon lag’. Er zijn echter maar weinig voorbeelden van dit motief gedocumenteerd. In het register van Engelse en Noord-Amerikaanse volksverhaalmotieven van E.W. Baughman is het het enige voorbeeld in de categorie F103.2: ‘Bewoners van onderwereld bezoeken stervelingen en blijven bij hen wonen’. Martin Walsh vindt de verwijzingen naar St Martin veelzeggend en ziet het verhaal van de groene kinderen als bewijs dat het feest van Sint-Maarten zijn oorsprong heeft in een Engels inheems verleden, waarvan het verhaal van de kinderen ‘het onderste stratum’ vormt. In een artikel in het academische tijdschrift Notes and Queries uit 1900 wordt geopperd dat er een Keltisch verband is: ‘“Groene” geesten zijn “vrij van zonden” in Keltische literatuur en overleveringen… Misschien is het niet alleen maar toeval dat het groene meisje met een “man uit [Kings] Lynn” trouwt. Het origineel [het Keltische woord] zou hier lein, slecht, zijn, dat wil zeggen het pure elfje trouwt met een zondig kind van de aarde.’
In een moderne versie van de legende wordt een verband gelegd tussen de groene kinderen en de kinderen uit het traditionele kinderverhaal Babes in the Wood en worden ze voor dood achtergelaten door hun boosaardige oom nadat hij hen met arsenicum vergiftigd heeft (het arsenicum verklaart hun groene kleur). Toen ze het bos waar ze werden achtergelaten (mogelijk in de buurt van Thetford Forest) wilden ontvluchten, vielen de kinderen bij Woolpit in de kuilen waar ze later werden gevonden. Bob Roberts, een lokale schrijver en folkzanger, zegt in zijn boek A Slice of Suffolk uit 1978: ‘Er werd mij verteld dat er nog steeds mensen in Woolpit zijn die “van de groene kinderen afstammen”, maar niemand wilde me vertellen wie dat waren!’
Anderen hebben geopperd dat de kinderen misschien wel buitenaardse wezens waren of inwoners van een onderaardse wereld. In een artikel uit 1996 in het tijdschrift Analog komt astronoom Duncan Lunan met de hypothese dat de kinderen als gevolg van een defect in een ‘materietransmitter’ per ongeluk van hun planeet naar Woolpit werden getransporteerd. Lunan geeft als mogelijke verklaring dat de planeet waar de kinderen vandaan kwamen vast zou zitten in een synchrone baan rond zijn zon waardoor leven alleen mogelijk was in een smal schemergebied tussen een zinderend heet oppervlak en een bevroren donkere schaduwzijde. De groene kleur van de kinderen verklaart hij als een bijwerking van de genetisch gemodificeerde buitenaardse planten die de bewoners van de planeet aten.
Lunan was niet de eerste die beweerde dat de groene kinderen mogelijk buitenaardse wezens waren. Robert Burton opperde in 1621 in zijn werk The Anatomy of Melancholy (in het Nederlands vertaald als Melancholie der liefde) dat de groene kinderen ‘uit de hemel waren gevallen’. Het lijkt erop dat Francis Godwin, historicus en bisschop van Hereford, dit idee heeft overgenomen in zijn speculatief fictieve boek The Man in the Moon, dat postuum werd uitgegeven in 1638.

### Historische verklaringen
In de 12de eeuw kwamen er veel Vlaamse immigranten naar het oosten van Engeland en nadat Hendrik II in 1154 op de troon was gekomen werden zij vervolgd. Velen van hen kwamen om het leven in de Slag om Fornham, die door Hendrik II en Robert de Beaumont, de 3de graaf van Leicester, in 1173 in de buurt van Bury St Edmunds werd uitgevochten. Volgens Paul Harris zouden de Vlaamse ouders van de groene kinderen omgekomen zijn in een periode van maatschappelijke onrust. De kinderen zouden uit het dorp Fornham St Martin komen, dat net ten noorden van Bury St Edmunds ligt en waar toentertijd een nederzetting van Vlaamse vollers was. Mogelijk waren de kinderen op de vlucht geslagen en na omzwervingen uiteindelijk in Woolpit terecht gekomen. De kinderen waren gedesoriënteerd en in de war en droegen vreemde Vlaamse kleren en zouden daardoor een erg rare indruk op de dorpsbewoners hebben gemaakt. De huidskleur van de kinderen zou verklaard kunnen worden door chlorose, een aandoening die veroorzaakt wordt door een tekort aan bepaalde voedingsstoffen. Brian Haughton is van mening dat Harris’ verklaring aannemelijk is en het meest geaccepteerd, ook al zitten er een paar haken en ogen aan. Zo is het volgens hem onwaarschijnlijk dat een geschoolde lokale man als Richard de Calne het door de kinderen gesproken Vlaams niet herkend zou hebben.
De uitleg van historicus Derek Brewer is zelfs nog prozaïscher:
'Hoogstwaarschijnlijk komt het erop neer dat deze erg jonge kinderen tijdens het hoeden of volgen van een kudde steeds verder van hun dorp in het bos verwijderd raakten, weinig zeiden en (in moderne termen) hun huisadres niet kenden. Zij leden waarschijnlijk aan chlorose, een deficiëntieziekte waardoor de huid een groene tint krijgt, vandaar de naam ‘groene ziekte’. Met een beter eetpatroon gaat het over.'
Volgens Jeffrey Jerome Cohen gaat het verhaal over raciale verschillen en ‘geeft het Willem de mogelijkheid om indirect over de Welshe bevolking te schrijven’: de groene kinderen zijn een herinnering aan Engelands verleden en de onderwerping van de inheemse Keltische bevolking door de Angelsaksen, die werd gevolgd door de Normandische invasie. Willem van Newburgh neemt de legende van de groene kinderen met tegenzin op in zijn beschrijving van een grotendeels verenigd Engeland. Cohen zet dit tegenover Historia regum Britanniae van Geoffrey van Monmouth, een boek dat volgens Willem vol staat met ‘ongebreidelde leugens’. In Geoffreys kroniek staan verhalen over vroegere koningen en koninkrijken met verschillende ethische identiteiten terwijl in het Engeland van Willem alle volkeren ofwel waren geassimileerd ofwel naar de marge waren verdrongen. Volgens Cohen vormen de groene kinderen op twee manieren een inbreuk op Willems visie van een verenigd Engeland. Enerzijds zijn zij een herinnering aan de ethische en culturele verschillen tussen de Normandiërs en de Angelsaksen. De kinderen beweren namelijk dat zij uit St Martin’s Land kwamen, dat naar Martinus van Tours was vernoemd; de enige andere keer dat Willem deze heilige noemt, is in een verwijzing naar de abdij van Sint Martinus, Battle Abbey, in Hastings, die werd gebouwd ter herinnering aan de Normandische verovering in 1066. De kinderen belichamen echter ook de vroegere inwoners van de Britse eilanden, de ‘inwoners van Wales (en de Ieren en de Schotten) die zich onder dwang hadden aangepast aan de Angelsaksen … De groene kinderen laten nog een verhaal zien dat Willem niet had kunnen vertellen, een verhaal waarin de Engelse overheersing van de Britse eilanden eerder een dubieuze aanname was dan een uitgemaakte zaak’. Met name de jongen, die liever doodgaat dan zich aanpast, staat symbool voor ‘een andere, naburige wereld die niet kan worden geannexeerd … doodgaan om het anders-zijn in stand te houden’.

## Nalatenschap
In zijn boek English Prose Style uit 1931 omschrijft de Engelse anarchistische dichter en criticus Herbert Read het verhaal van de groene kinderen als ‘de norm waaraan alle soorten fantastische literatuur zouden moeten voldoen’. Het vormde de inspiratie voor zijn enige roman, in 1934 geschreven, roman The Green Child. In een bewerking door Kevin Crossley-Holland uit 1994 wordt het verhaal verteld vanuit het oogpunt van het meisje.
Schrijver John Macklin neemt in zijn boek Strange Destinies uit 1965 een verhaal op over twee groene kinderen die in 1887 in het Spaanse dorp Banjos verschenen. Het verhaal komt op veel punten overeen met de verslagen over de kinderen van Woolpit. Zo lijkt de naam van Ricardo de Calno, de burgemeester die zich ontfermt over de twee kinderen, wel erg veel op Richard de Calne. Het lijkt er daarom sterk op dat Macklins verhaal is gebaseerd op de groene kinderen van Woolpit, vooral omdat het dorp Banjos nergens geregistreerd staat.
De Australische romanschrijver en dichter Randolph Stow gebruikt de legende van de groene kinderen in zijn roman The Girl Green as Elderflower uit 1980. Het groene meisje staat model voor de persoon in de titel, in dit geval een blond meisje met groene ogen. De hoofdpersoon uit het boek, Crispin Clare, raakt geïnteresseerd in de groene kinderen en ook in een aantal andere personages uit de in het Latijn geschreven verhalen van onder anderen Willem van Newburgh en Gervasius van Tilbury. Stow heeft ook vertalingen van deze teksten in zijn boek opgenomen: deze personages ‘hebben een verleden dat getekend wordt door verlies en verbanning dat lijkt op [Clares] eigen verleden’.
De groene kinderen zijn het onderwerp van een door Nicola LeFanu gecomponeerde kleinschalige opera die in 1990 door kinderen en volwassen werd opgevoerd. Het libretto was van de hand van Kevin Crossley-Holland. In 2002 schreef de Engelse dichter Glyn Maxwell een versdrama dat gebaseerd was op de legende van de groene kinderen, Wolfpit (de oude naam voor Woolpit), dat eenmalig werd opgevoerd in New York. In de uitvoering van Maxwell is het meisje als contractarbeider in dienst van de heer van het landgoed totdat een vreemdeling met de naam Juxon haar vrijkoopt en haar meeneemt naar een onbekende bestemming.